# Смирнова-Сазонова, Софья Ивановна
Софья Ивановна Смирно́ва-Сазо́нова (1852—1921) — русская писательница, яркая фигура среди петербургских литераторов 1870-х годов, автор пяти крупных романов, вышедших в 1871—1879 годах в журнале «Отечественные записки» и получивших признание современников.
О произведениях Смирновой восторженно отзывались писатели — Ф. М. Достоевский, М. Е. Салтыков-Щедрин, Н. С. Лесков, Н. Д. Хвощинская, Н. А. Некрасов, критики — А. Л. Волынский, Н. К. Михайловский, А. М. Скабичевский, М. К. Цебрикова.
Об интересе читателей к произведениям писательницы свидетельствует тот факт, что уже к началу 1900-х годов каждый из пяти романов был переиздан дважды.

## Биография
Отец, Иван Тимофеевич, — инженер-полковник в отставке, управляющий в Раменском. Мать Вера Васильевна (урождённая Рогозина).
Смирнова Окончила 1-ю московскую гимназию в 1870 году с золотой медалью. Софья Ивановна начала писать очень рано. Опубликовав в «Отечественных записках» свой первый роман «Огонёк» в 1871 году (отдельное издание — СПб., 1875, 1890, 1900), переехала в Петербург. За первым произведением быстро последовали там же напечатанные романы «Соль земли» (1872; отд., Санкт-Петербург, 1875), «Попечитель учебного округа» (1873; отд., Санкт-Петербург, 1874; роман полуисторического характера, действие в 20-х гг.), «Сила характера» (1876; отд., Санкт-Петербург, 1876) и «У пристани» (1879; отд., Санкт-Петербург, 1880).
В 1870-е годы Смирнова-Сазонова была постоянной сотрудницей беллетристического отдела «Отечественных записок» М. Е. Салтыкова-Щедрина, позже газеты «Новое время» и журнала «Северный вестник», на страницах которых появлялись её статьи, очерки, фельетоны.
Затем Софья Ивановна почти перестала писать беллетристические произведения и в течение 20 лет напечатала только несколько рассказов в «Новом Времени» и «Северном Вестнике» — «Химера», «В огонь и в воду», «Личное оскорбление», «Сын солдатки», «Петербургская прислуга» и другие; они собраны в книге «Повести и рассказы» (Санкт-Петербург, 1897)
Для сцены Смирнова-Сазонова написала пьесы «Сообщники» (поставлена 1877), «Муравейник» (1898) и «Девятый вал» (1899), из которых последняя имела успех. Изредка Смирнова помещает в «Новом Времени» фельетоны общественного характера или посвященные изложению новых книг.
В 1877 году Смирнова вышла замуж за актёра Александринского театра Н. Ф. Сазонова и после рождения дочери (1878) прервала литературную деятельность. Круг её знакомств расширялся: артистическая богема и музыкальная среда (после приглашения мужа преподавателем
драматического искусства в петербургскую консерваторию Смирнова познакомилась с её директором К. Ю. Давыдовым и многими музыкантами, бывавшими в его доме). Смирнова активно участвовала в литературной и общественной жизни Петербурга, имела чрезвычайно обширный круг знакомств. В него входили писатели, артисты, художники, юристы, издатели, общественные деятели. В сохранившихся дневниках писательницы содержатся многочисленные записи о её взаимоотношениях с Ф. М. Достоевским, И. С. Тургеневым, Н. А. Некрасовым, И. А. Гончаровым, А. Н. Островским, Н. С. Лесковым, А. П. Чеховым, А. С. Сувориным, актёрами Ф. А. Бурдиным, М. Г. Савиной, В. Ф. Комиссаржевской и другими. В 1890-е годы Смирнова вернулась в литературу. Тесно сотрудничала с крайне правыми партиями, написала брошюру в защиту черносотенцев.
Революция 1917 года разрушила привычный быт и подорвала здоровье Смирновой. В 1920 году умерла её единственная дочь. Сазонова умерла в 1921 году. Похоронена на Литераторских мостках.

## Семья
- Муж — Николай Фёдорович Сазонов (1843—1902), артист Александринского театра.
- Дочь — Любовь Николаевна Сазонова-Шувалова, в замужестве Анчутина (1878—1920). Актриса, играла в пьесах Островского.

### Произведения
- Смирнова С. И. Огонек // Отечественные записки. — 1871. — № 5. — С. 1—97, № 6. — С. 225—316, № 7. — С. 1—102.
- Смирнова С. И. Соль земли // Отечественные записки. — 1872. — № 1. — С. 131—208, № 2. — С. 379—448, № 3. — С. 145—243, № 4. — С. 411—499, № 5. — С. 89—210.
- Смирнова С. Попечитель учебного округа // Отечественные записки. — 1873. — № 10. — С. 421—492.
- Смирнова С. И. Сила характера // Отечественные записки. — 1876. — № 2. — С. 209—282, № 3. — С. 61—138, № 4. — С. 427—522.